# 菜鳥獸醫日記
《菜鳥獸醫日記》(All Creatures Great and Small)是一部英國電視劇，故事背景設定在1937年的英格蘭北部，改編自一系列由阿爾夫·懷特（Alf Wight）以筆名詹姆士·赫利奧特（James Herriot）所寫的有關約克郡獸醫的書籍。該系列由Playground Entertainment製作，並在英國第五台以及美國公共電視台播出。
繼2021年底推出第二季後，該劇於2022年1月續訂了另外兩季，每季由六集和聖誕節特別節目組成。第三季於2022年3月開始拍攝。第一集於2022年9月15日在英國播出，於2023年1月8日在美國播出。